# Louis Vendome
Louis Vendome, francoski general, * 1654, † 1712.